# Найт, Теодор Реймонд
Теодо́р Ре́ймонд «Т. Р.» Найт (англ. Theodore Raymond Knight; род. 26 марта 1973 года, Миннеаполис, Миннесота, США) — американский актёр. Наиболее известен по роли Джорджа О’Мэйли в телесериале «Анатомия страсти».

## Ранняя жизнь
Найт родился в Миннеаполисе, штат Миннесота, где с пяти лет начал выступать в театре Гатри. Он учился в начальной католической школе (англ. Annunciation Catholic School), и, получив стипендию от «Conners Foundation», присоединился к детскому театру (англ. Children's Theatre Company). Некоторое время работал в супермаркете со своим братом. Окончив старшую школу, Академию Святых Ангелов (англ. Academy of Holy Angels), в Ричфилде, Найт поступил в Университет Миннесоты, который вскоре бросил, вновь начав выступать в театре Гатри.

## Карьера
Переехав в Нью-Йорк, Найт начал выступать на театральной сцене. В 2001 году он дебютировал на Бродвее в пьесе «Шум за сценой» с Пэтти Люпон. Найт был номинирован на премию «Драма Деск» за роль в постановке «Scattergood».
Найт был постоянным членом актёрского состава недолго просуществовавшего сериала «Чарли Лоуренс» на канале «CBS».
В 2005 году Найт присоединился к сериалу «Анатомия страсти» производства Шонды Раймс в роли доктора Джорджа О’Мэйли, за которую был удостоен Премии Гильдии киноактёров США (вместе с остальным актёрским составом) и номинации на премию «Эмми» в категории «Лучший актёр второго плана в драматическом телесериале». Он покинул шоу после пяти сезонов.
Осенью 2009 года он исполнил роль Лео Франка в мюзикле «Парад» на сцене театра «Mark Taper Forum» в Лос-Анджелесе вместе с Ларой Пулвер. Осенью 2010 года вернулся на Бродвей с ролью в пьесе «Жизнь в театре» Дэвида Мэмета, где его партнёром был Патрик Стюарт.

## Личная жизнь
Открытый гей. 5 октября 2013 года Найт женился на своём партнёре, артисте балета и писателе, Патрике Лихи.
Найт — крёстный отец детей Кэтрин Хайгл, а также был шафером на её свадьбе.

## Фильмография

### Кино
| Год  | Название на русском  | Оригинальное название | Роль            | Примечания |
| ---- | -------------------- | --------------------- | --------------- | ---------- |
| 2002 | Гарменто             | Garmento              | Дэниэл          |            |
| 2006 | Последнее желание    | Last Request          | Джеффри         |            |
| 2013 | 42                   | 42                    | Гарольд Пэрротт |            |
| 2015 | Год перемен          | A Year and Change     | Кенни           |            |
| 2017 | И снова здравствуйте | Hello Again           | Карл            |            |

### Телевидение
| Год       | Название на русском                   | Оригинальное название             | Роль                        | Примечания |
| --------- | ------------------------------------- | --------------------------------- | --------------------------- | --- |
| 2003      | Чарли Лоуренс                         | Charlie Lawrence                  | Райан Лемминг               | 6 эпизодов |
| 2003      | Фрейзер                               | Frasier                           | Алекс                       | Эпизод: «Maris Returns» |
| 2004      | Закон и порядок: Преступное намерение | Law & Order: Criminal Intent      | Нил Колби                   | Эпизод: «F.P.S.» |
| 2004      | C.S.I: Место преступления             | CSI: Crime Scene Investigation    | Зиро Адамс                  | Эпизод: «XX» |
| 2005—2009 | Анатомия страсти                      | Grey’s Anatomy                    | Джордж О’Мэйли              | 102 эпизода Премия Гильдии киноактёров США за лучший актёрский состав в драматическом сериале (2007) Премия «Спутник» за лучший актёрский состав в драматическом сериале (2007) Номинация — Премия «Эмми» за лучшую мужскую роль второго плана в драматическом телесериале (2007) Номинация — Премия Гильдии киноактёров США за лучший актёрский состав в драматическом сериале (2006, 2008) Номинация — Премия «Спутник» за лучшую мужскую роль второго плана — телесериал, мини-сериал или телефильм (2007) |
| 2006      | Улица Сезам                           | Sesame Street                     | буква «І»                   | Эпизод: «Baby Bear Writes a Story Called 'The 3 Astro Bears» |
| 2011      | Закон и порядок: Специальный корпус   | Law & Order: Special Victims Unit | Гэбриэл Томас / Брайан Смит | Эпизод: «Double Strands» |
| 2012—2013 | Хорошая жена                          | The Good Wife                     | Джордан Карахолис           | 7 эпизодов |
| 2016      | 11.22.63                              | 11.22.63                          | Джонни Клейтон              | 4 эпизода |
| 2017      | Когда мы восстанем                    | When We Rise                      | Чад Гриффин                 | 2 эпизода |
| 2017      | Ловушка                               | The Catch                         | Томми Вон                   | 6 эпизодов |
| 2017      | Гений                                 | Genius                            | Джон Эдгар Гувер            | 3 эпизода |
| 2018      | Гений                                 | Genius                            | Макс Жакоб                  | 10 эпизода |